# Grup R
El Grup R fou un grup d'arquitectes catalans nascut l'any 1951 a Barcelona, que esdevingué el catalitzador de la recuperació de la modernitat en l'arquitectura i l'estètica catalanes durant la postguerra espanyola. Sorgí com a reacció a l'arquitectura de caràcter acadèmic monumentalista desenvolupada als anys de la postguerra, i tenia la voluntat d'entroncar amb l'activitat desenvolupada abans de la Guerra Civil pel GATCPAC, primer moviment arquitectònic d'avantguarda desenvolupat a la península Ibèrica, d'inspiració racionalista, que tenia en la revista AC. Documentos de Actividad Contemporánea el seu principal medi de difusió.

## Membres i posicionament estètic
El Grup R mantingué les seves activitats des de 1951 fins a 1961, quan s'autodissolgué. Entre els seus membres figuraven arquitectes ja consagrats, com Josep Antoni Coderch, Josep Maria Sostres, Antoni de Moragas, Joaquim Gili i Manuel Valls, i joves arquitectes que aleshores despuntaven, com Oriol Bohigas, Josep Maria Martorell i Codina, Josep Pratmarsó i Manuel Ribas i Piera. Més endavant s'hi afegiren Manuel Ribas, Josep Antoni Balcells, Francesc Bassó, Guillermo Giráldez, Pau Monguió i Francesc Vayreda.
Estilísticament, el grup es nodrí tant del racionalisme i els corrents d'avantguarda internacionals, com de diversos estils practicats anteriorment a Catalunya, com el modernisme i el noucentisme, amb especial èmfasi en el caràcter mediterrani de l'arquitectura popular catalana. De l'arquitectura contemporània practicada a nivell internacional senten admiració pel Neoliberty i el contextualisme italià, així com per l'organicisme nòrdic. Es consideren a si mateixos "postfuncionalistes", és a dir, pretenen entroncar amb el funcionalisme racionalista.
A més de l'obra arquitectònica desenvolupada pels seus membres, el Grup R organitzà exposicions, conferències i concursos de projectes per als estudiants de l'Escola Tècnica Superior d'Arquitectura de Barcelona. També va tenir contactes amb altres disciplines artístiques, especialment amb el grup Dau al Set. L'esperit renovador i modern del Grup R va tenir continuïtat en la denominada Escola de Barcelona, que estarà a l'avantguarda de l'arquitectura catalana durant els anys 1960 i 1970.

## Obra
Un dels principals membres del grup fou Josep Antoni Coderch, arquitecte de renom internacional. Inicià les seves activitats com a arquitecte municipal de Sitges, passant als anys 1950 al sector privat, realitzant una sèrie d'edificios d'habitatges de caràcter popular però amb una gran voluntat moderna i renovadora, de formes simples i curvilínies, similar a la desenvolupada per arquitectes com Alvar Aalto, Oscar Niemeyer i Richard Neutra. Entre les seves obres destaque la Casa Ugalde (Caldetes, 1951-1952) i els habitatges socials de la Barceloneta (1951-1955).
Altres obres destacades foren: l'Hotel Park (1950-1954) i el Cinema Fémina (1950-1952), d'Antoni de Moragas; l'edifici d'habitatges del carrer Pallars (1955-1960), d'Oriol Bohigas i Josep Martorell; l'Editorial Gustau Gili (1954-1961), de Joaquim Gili i Francesc Bassó; les Cases Agustí (1953-1955) i Moratiel (1956-1957), de Josep Maria Sostres.